# Физули (аэропорт)
Физулинский международный аэропорт (азерб. Füzuli beynəlxalq hava limanı; (ИАТА: FZL, ИКАО: UBBF) — международный аэропорт в Физулинском районе Азербайджана. Один из семи международных аэропортов страны.

## История
17 октября 2020 года в ходе Второй Карабахской войны ВС Азербайджана вернули контроль над городом Физули, который с 1993 года был занят армянскими вооружёнными формированиями.

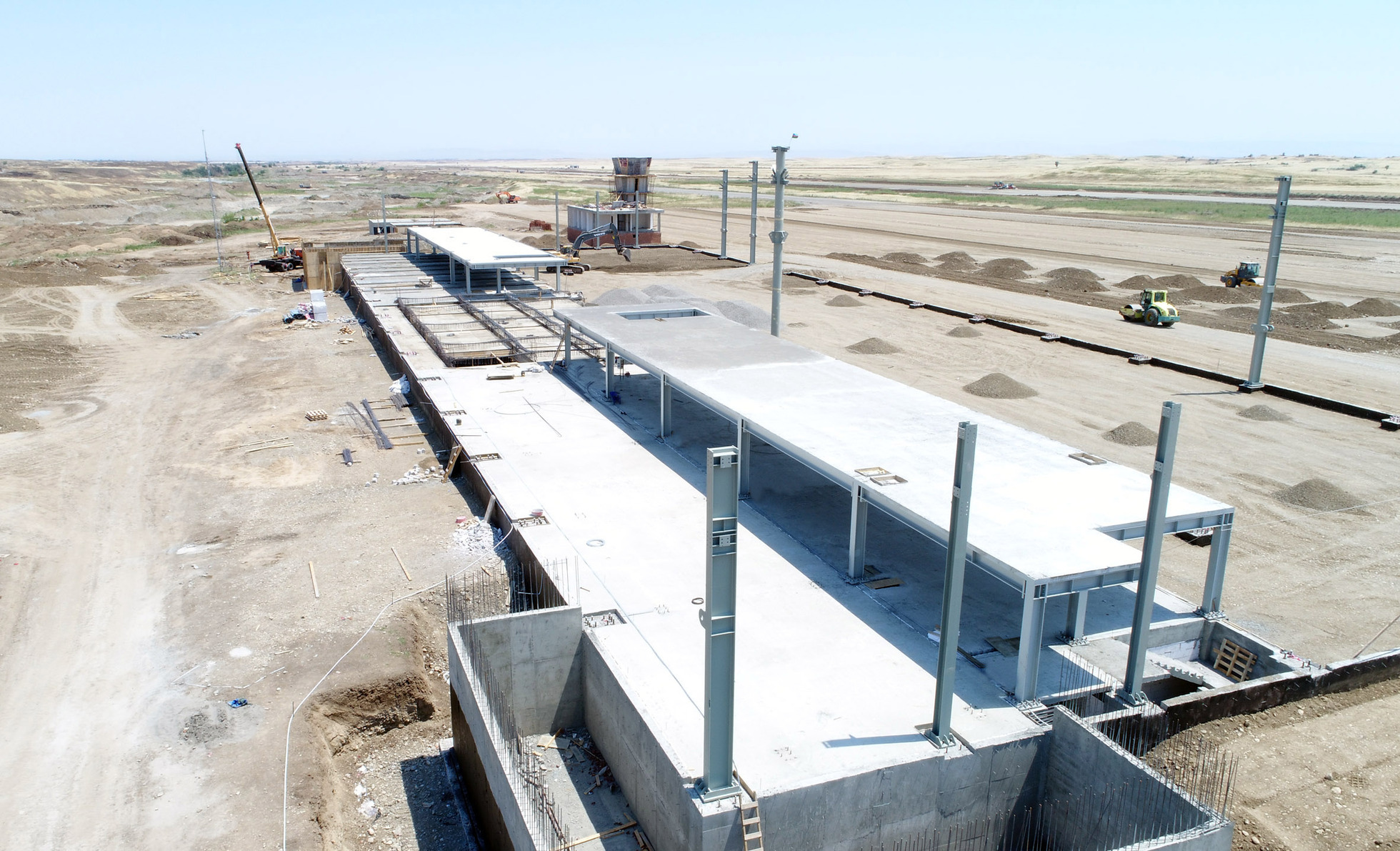
Строительство аэропорта, июль 2021 г.

26 ноября 2020 года Министерство транспорта, связи и высоких технологий Азербайджана сообщило о том, что ICAO удовлетворило обращение государственного агентства гражданской авиации о включении 6 аэропортов, в том числе аэродрома в Физули, в каталог международных индексов местоположений.
В январе 2021 года президент Азербайджана Ильхам Алиев поручил построить в Физули международный аэропорт. 14 января вблизи села Мирзаджамаллы Физулинского района состоялась церемония закладки фундамента будущего аэропорта. На конец июля 2021 года, по словам представителя Азербайджанских авиалиний, завершалось строительство взлётно-посадочной полосы и перрона, которые планировалось сдать в эксплуатацию осенью, после лабораторной проверки и испытательных полётов. Аэропорт должен был начать принимать пассажиров после осени, когда будет окончено строительство терминала.

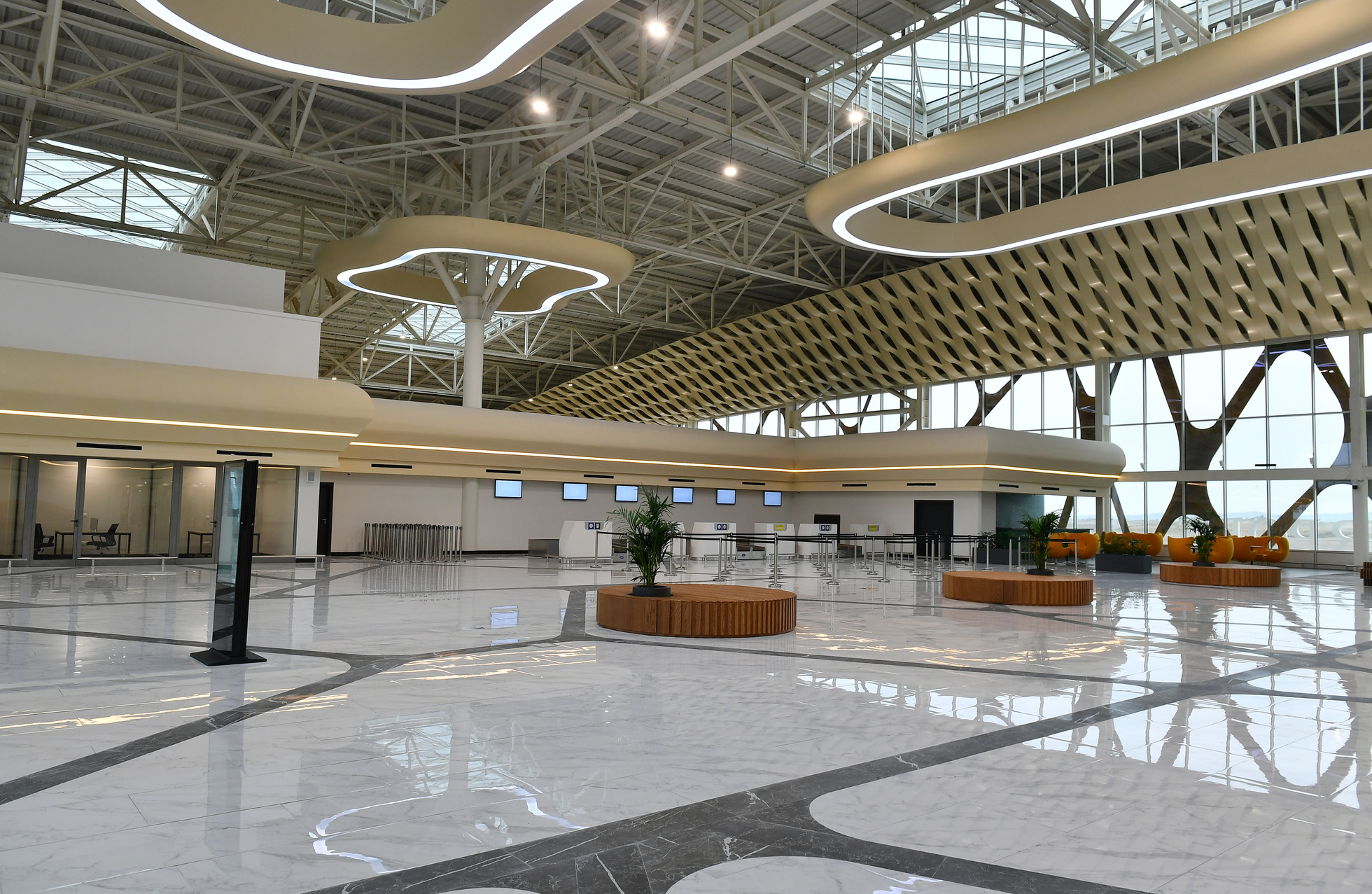
Интерьер аэропорта

5 сентября 2021 года в аэропорту Физули приземлился первый самолёт — один из самых больших грузовых самолётов Boeing 747-400, принадлежащий азербайджанской авиакомпании Silk Way Airlines. Этим самолетом в Карабах впервые по воздуху были доставлены грузы. Позже в аэропорт Физули был выполнен первый пассажирский рейс — Airbus A340, принадлежащий Azerbaijan Airlines, привёз в Карабах журналистов, а также представителей различных структур. Для выполнения рейса Airbus A340 был выбран не случайно, именно он носит название «Карабах» (все самолёты Azerbaijan Airlines носят название городов и регионов Азербайджана).
Время полёта пассажирского самолета по маршруту Баку — Физули составляет 35 минут.
Аэропорту присвоен и утвержден код Международной организацией гражданской авиации (ICAO) — UBBF. Также аэропорту присвоен трехбуквенный код Международной ассоциации воздушного транспорта (IATA) — FZL.
26 октября 2021 года состоялось открытие Международного аэропорта Физули. В церемонии открытия приняли участие Президент Азербайджана Ильхам Алиев и Президент Турции Реджеп Тайип Эрдоган.
20 декабря 2021 года российская авиакомпания «ИрАэро» получила допуск к выполнению рейсов Москва — Физули с частотой два раза в неделю.
В 2022 году Азербайджан сообщал о приёме одного самолета в неделю. По состоянию на начало 2024 года аэропорт практически пустует.